# 무스필리

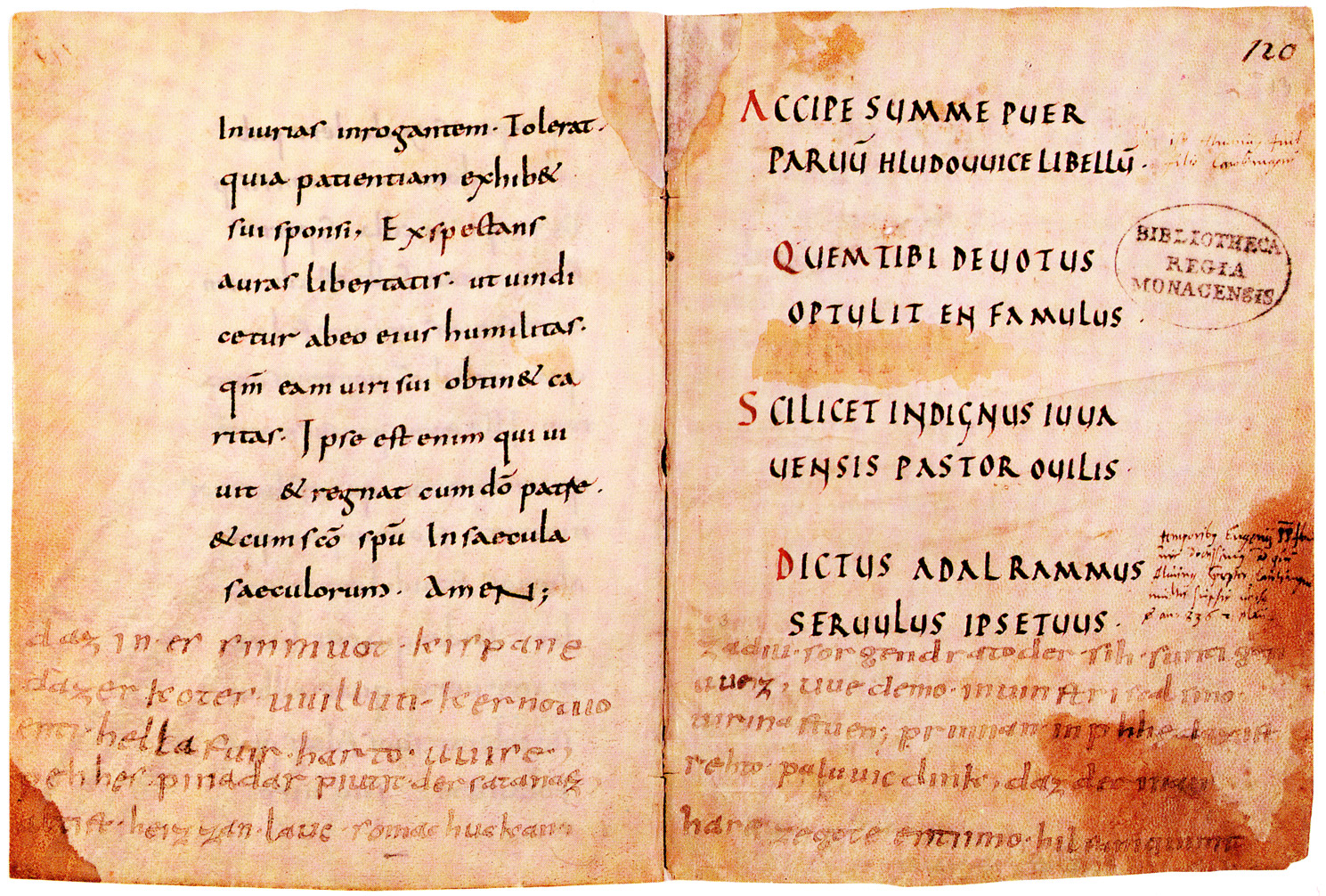

《무스필리》(Muspilli)는 고대 고지독일어로 쓰인 서사시 중 지금까지 보존되어 있는 유이한 작품이다(다른 하나는 《힐데브란트의 노래》). 작성 시기는 서기 870년경. 기독교의 최후의 심판을 노래하는 말세 서사시로, 게르만 신화의 라그나로크가 기독교화되어 채록된 것으로 추측된다.